# Birger Sjöberg

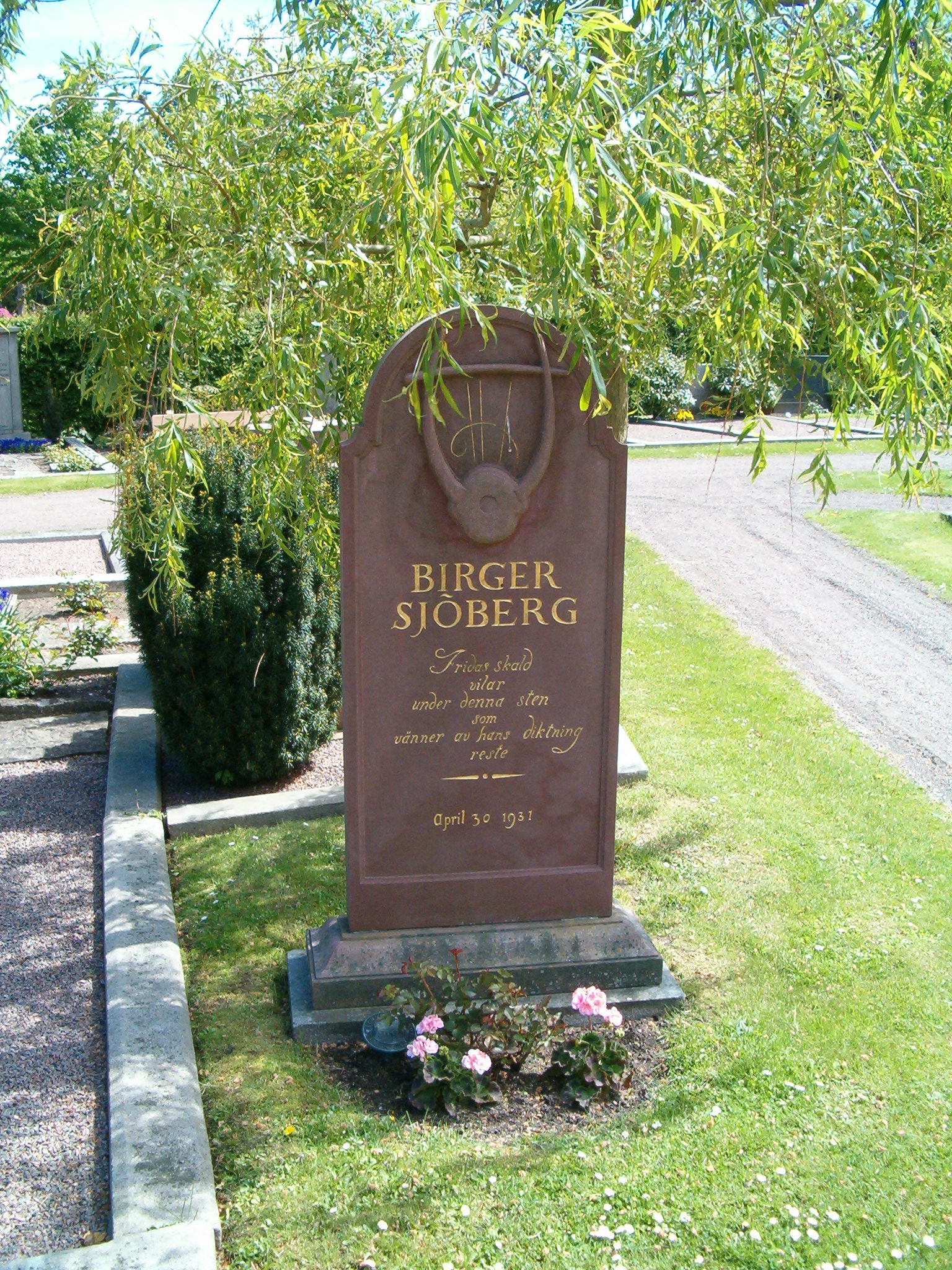

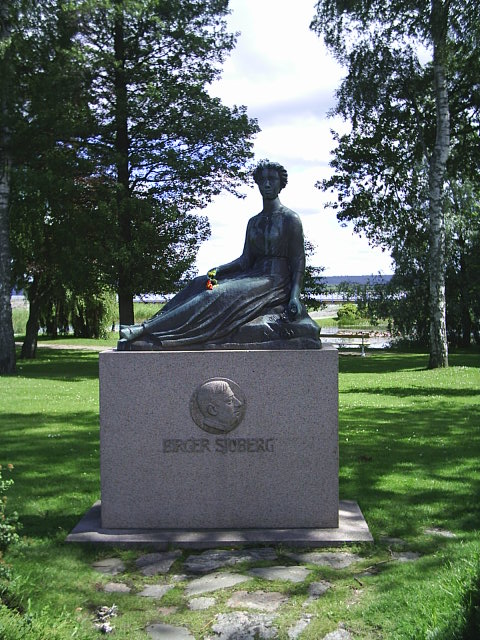

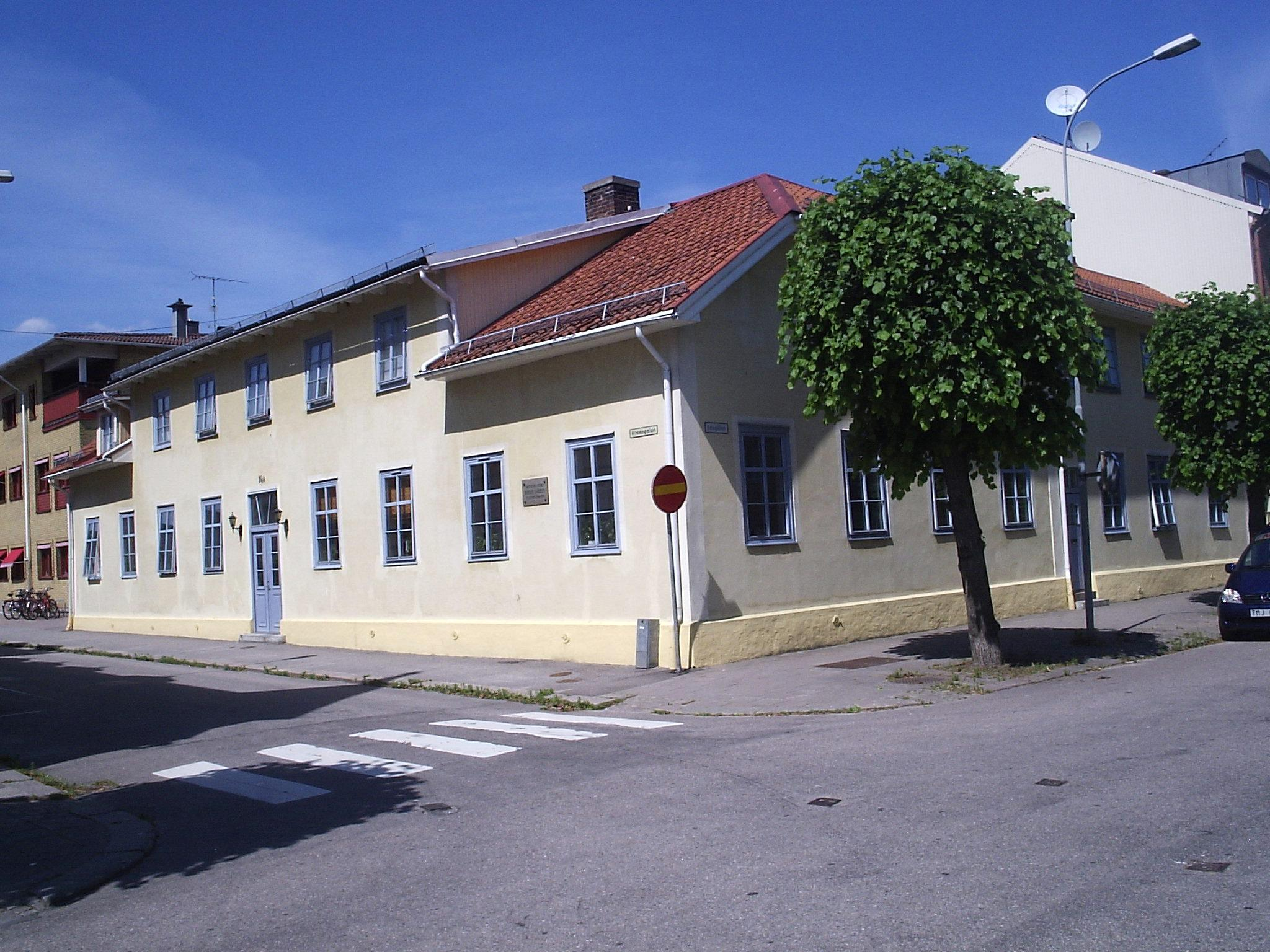

Birger Sjöberg (6 de dezembro de 1885 - 30 de abril de 1929) foi um poeta,  compositor, cantor e jornalista sueco. Entre as suas obras, estão "Fridas bok" (1922) e "Kvartetten som sprängdes" (1924).